# 17 Kompania Lotnicza
17 Kompania Lotnicza (chor. 17 Zrakoplovna Satnija) – ochotniczy oddział wojskowy Luftwaffe złożony z Chorwatów podczas II wojny światowej
Na pocz. 1942 r. grupa Chorwatów z Chorwackiego Legionu Lotniczego została odkomenderowana na kurs spadochronowy w Wiener Neustadt. Po jego ukończeniu weszli oni w skład 4 Polowego Pułku Luftwaffe płk Friedricha Leesemanna jako 17 Kompania Lotnicza. Na jej czele stanął kpt. Martin Pflug, a następnie por. Vladimir Panjan. 4 Polowy Pułk Luftwaffe od czerwca 1942 r. walczył na północnym odcinku frontu wschodniego w składzie Dywizji Polowej Luftwaffe Meindl pod dowództwem gen. Eugena Meindla. W 1943 r. kompania została rozwiązana, zaś chorwaccy żołnierze powrócili do Chorwacji.